# Neuruppin Paulinenauer Bahnhof

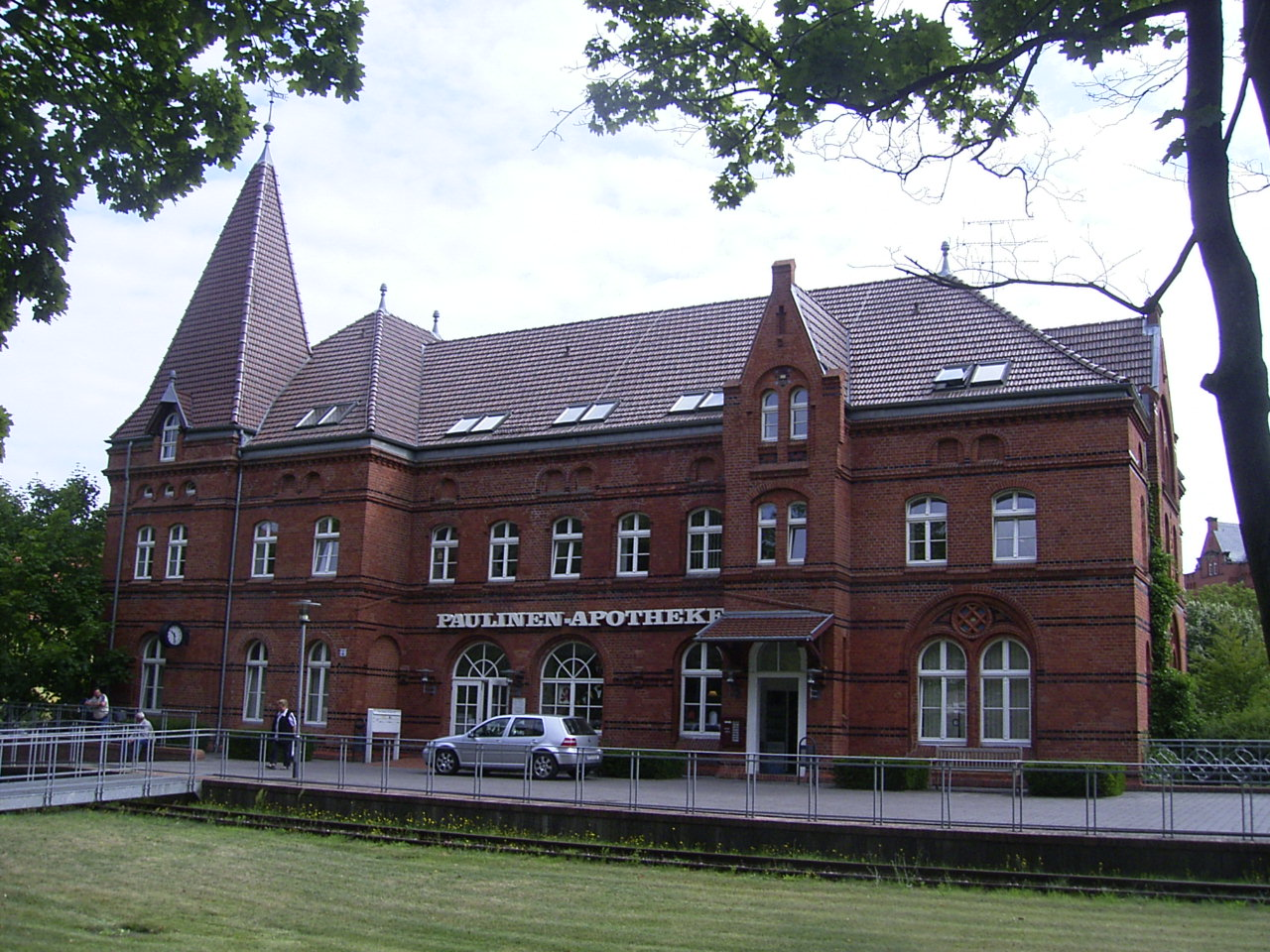
Gebäude des ehemaligen Paulinenauer Bahnhofs

Neuruppin Paulinenauer Bahnhof war der 1901 bis 1930 in Betrieb befindliche Endpunkt der Paulinenaue-Neuruppiner Eisenbahn in Neuruppin. In Fahrplänen wurde er nur als Neuruppin bezeichnet, genau wie der etwa zur gleichen Zeit eröffnete Bahnhof Neuruppin der Kremmen-Wittstocker Eisenbahn, der spätere Hauptbahnhof der Stadt. Der Paulinenauer Bahnhof löste den weiter südlich gelegenen, im Jahr 1880 eröffneten, ersten Bahnhof Neuruppin der Paulinenaue-Neuruppiner Eisenbahn ab, der auch danach weiterhin für den Güterverkehr genutzt wurde.
Ab 1930 fuhren auch die Züge aus Paulinenaue den Neuruppiner Hauptbahnhof an. Die Empfangsgebäude des Paulinenauer Bahnhofs und des ersten Bahnhofs der Paulinenauer-Neuruppiner Eisenbahn sind beide erhalten geblieben und stehen unter Denkmalschutz. 

## Lage
Der Paulinenauer Bahnhof liegt südlich des Stadtkerns der Stadt Neuruppin im Landkreis Ostprignitz-Ruppin in Brandenburg. Er war Endpunkt der von Süden kommenden Bahnstrecke aus Paulinenaue. Der Bahnhof liegt östlich der Fehrbelliner Straße und südlich der Scholtenstraße.
Der erste Neuruppiner Bahnhof liegt etwa 500 Meter südlich, ebenfalls östlich der heutigen Fehrbelliner Straße im Bereich der heutigen Straße Am Fehrbelliner Tor. Eine über das Bahnhofsgelände führende geplante Straße trägt in Erinnerung an die Eisenbahnstrecke den Namen „An der Pauline“.

## Geschichte

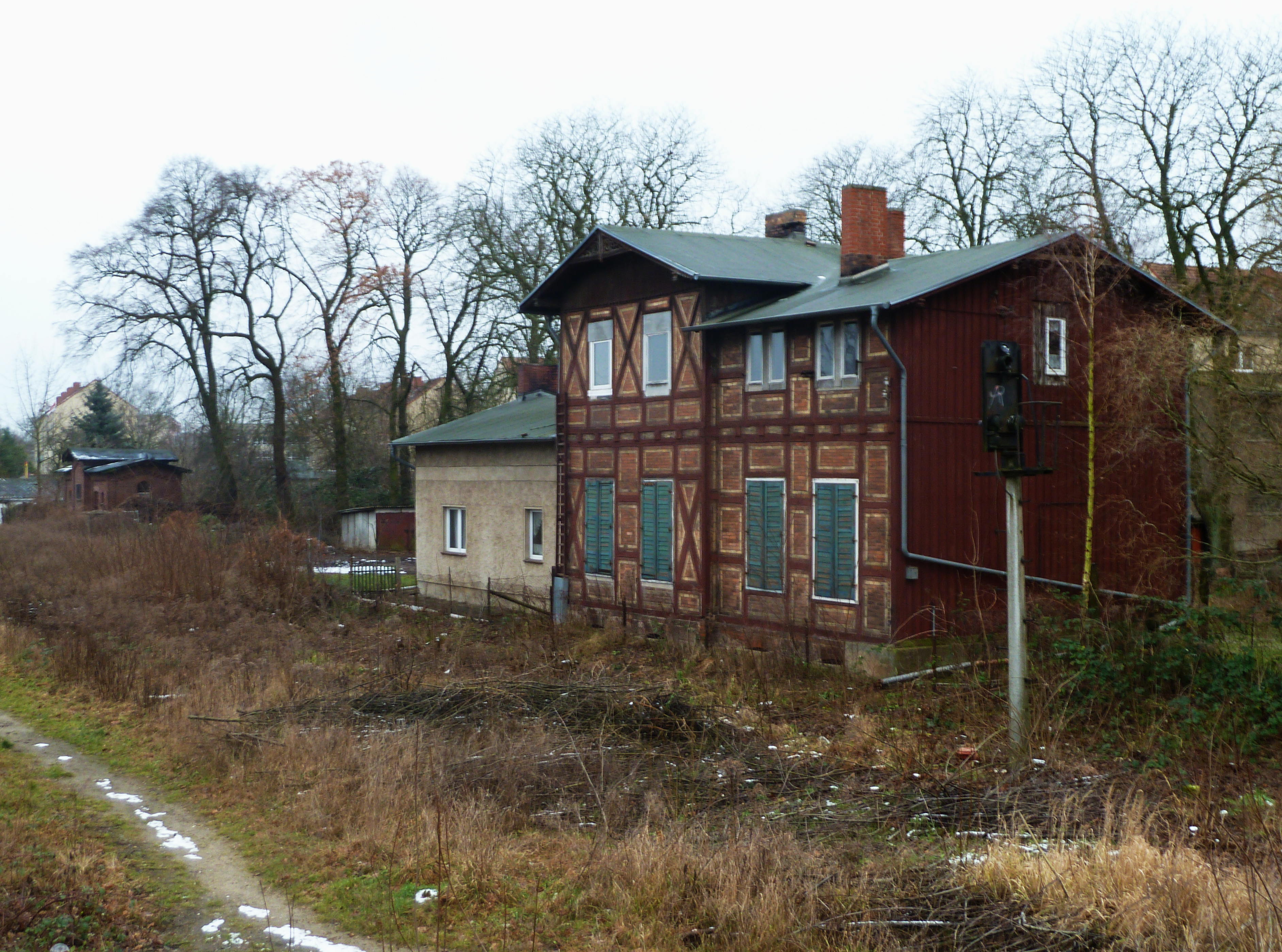
Frühere Gleisseite des ersten Neuruppiner Bahnhofs mit Empfangsgebäude, Toilettenhäuschen und Rest eines Lichtsignals.

Die Paulinenaue-Neuruppiner Eisenbahngesellschaft eröffnete am 12. September 1880 nach knapp einjähriger Bauzeit die Strecke von Paulinenaue nach Neuruppin (im Volksmund „Stille Pauline“ genannt) für den öffentlichen Verkehr. Damit erhielt die Stadt ihren ersten Eisenbahnanschluss mit einem Bahnhof weit im Süden der Stadt.
Gegen Ende des 19. Jahrhunderts nahm das Bedürfnis nach weiteren Eisenbahnverbindungen zu. Die Kremmen-Neuruppin-Wittstocker Eisenbahngesellschaft nahm am 16. Dezember 1898 den Güter- und am 1. Februar 1899 den Personenverkehr auf der Strecke von Kremmen über Neuruppin nach Wittstock auf, es folgte die Ruppiner Kreisbahn mit der am 1. November 1902 eröffneten Bahnstrecke Neustadt–Herzberg. Aufgrund der topographischen Lage der Stadt konnte der alte Bahnhof nicht genutzt werden, beide Gesellschaften nutzten gemeinsam den neuen Bahnhof Neuruppin nordwestlich der Innenstadt.
Unterdessen hatte die Paulinenaue-Neuruppiner Eisenbahngesellschaft einen neuen, stadtnäheren Bahnhof mit einem repräsentativen Empfangsgebäude angelegt, der im Jahr 1901 eröffnet wurde. Der alte Bahnhof wurde fortan nur noch für den Güterverkehr genutzt. Um nicht gegenüber den anderen Bahngesellschaften ins Hintertreffen zu geraten, benötigte die Paulinenaue-Neuruppiner Eisenbahngesellschaft den Bau einer Verbindungsstrecke zum Bahnhof Neuruppin der Kremmen-Wittstocker Eisenbahn. Letztere Gesellschaft beauftragte die Firma Lenz & Co. mit dem Bau der 1,2 Kilometer langen Strecke, die im Bereich des alten Bahnhofs von der Strecke aus Paulinenaue abzweigte. Die Paulinenaue-Neuruppiner Eisenbahngesellschaft musste den Großteil der Baukosten übernehmen.
Im Personenverkehr wurde zunächst weiter der neue Paulinenauer Bahnhof bedient. In Fahrplänen wurde er auch nur als Neuruppin bezeichnet, nur Fußnoten wiesen auf die unterschiedliche Lage beider Bahnhöfe hin. Der Personenverkehr blieb stets mäßig und belief sich auf etwa fünf Zugpaare am Tag.
Nachdem Anfang der 1920er Jahre die finanzielle Lage der Paulinenaue-Neuruppiner Eisenbahngesellschaft immer schwieriger geworden war, wurde sie 1923 von der Ruppiner Eisenbahn (ihrerseits bereits ein Zusammenschluss mehrerer lokaler Eisenbahngesellschaften) übernommen. Jedoch wurde erst am 15. Mai 1930 der gesamte Personenverkehr im Bahnhof Neuruppin, der daraufhin die Bezeichnung Neuruppin Hauptbahnhof erhielt, zusammengefasst und der Paulinenauer Bahnhof geschlossen.
Unweit des ersten Neuruppiner Bahnhofs wurde an der Verbindungsstrecke der Haltepunkt Neuruppin Königstor (nach 1945: Neuruppin Fehrbelliner Straße) eingerichtet.
Am 20. Mai 1970 endete der Personenverkehr zwischen Paulinenaue und Neuruppin. Wegen des Baus der Autobahn Berlin–Rostock wurde die Strecke vom südlichen Stadtrand von Neuruppin und Dammkrug abgebaut. Innerhalb Neuruppins blieb die Strecke für mehrere Güterverkehrsanschließer im Bereich des ersten Neuruppiner Bahnhofs bis Anfang der 1990er Jahre in Betrieb.
Mittlerweile sind alle Bahngleise abgebaut. Sowohl das Empfangsgebäude des ersten Neuruppiner Bahnhofs als auch das des Paulinenauer Bahnhofs sind erhalten geblieben.

## Anlagen

### Der erste Neuruppiner Bahnhof

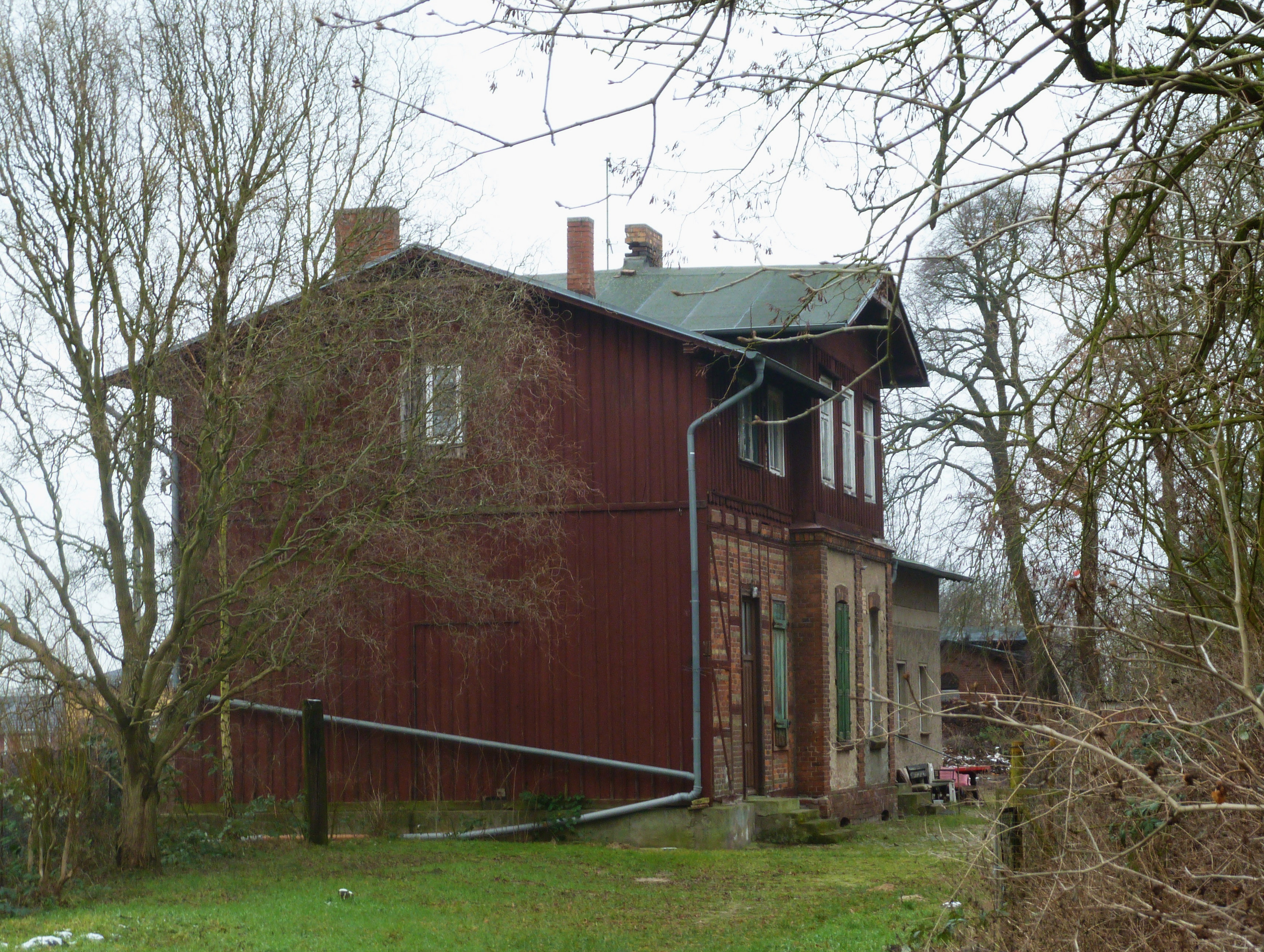
Denkmalgeschütztes Gebäude des ersten Neuruppiner Bahnhofs.

Das Empfangsgebäude ist ein zweigeschossiger Bau aus Ziegeln und Fachwerk mit Satteldach. Als ausführender Baumeister wird Mauermeister A. Zabel angenommen, der Entwurf stammt vom Eisenbahnunternehmen Reymer & Masch. Unter Denkmalschutz stehen das Empfangsgebäude, der gepflasterte Bahnhofsvorplatz und ein einstöckiges Abortgebäude mit Satteldach südlich des Empfangsgebäudes. Früher gab es zudem einen zweiständigen Lokschuppen und eine Laderampe.
Die Fläche der Gleisanlagen ist derzeit (Stand Januar 2015) nicht genutzt. Planungen sehen den Bau eines Wohngebietes vor. Auf einem Teil der Fläche der früheren Gleisanlagen war ein Winterliegeplatz für Boote vorgesehen, was 2013 zugunsten von weiteren Flächen für den Wohnungsbau geändert wurde.

### Der Paulinenauer Bahnhof

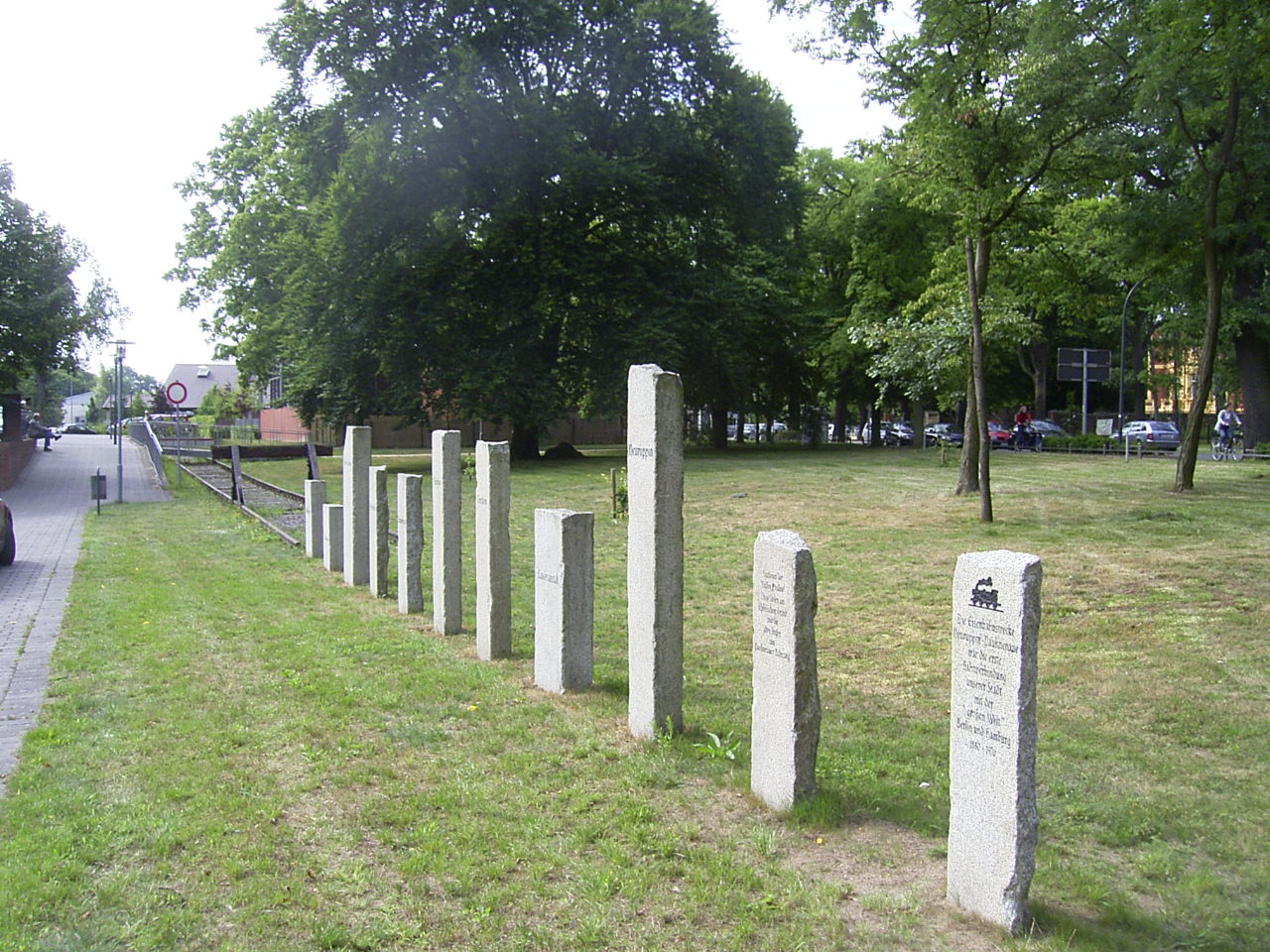
Denkmal „Stille Pauline“

Der „Paulinenauer Bahnhof, bestehend aus Bahnhofsgebäude, Bahnsteig mit Einfassung und Treppe, Vorplatz mit Pflasterung“ steht auf der Denkmalliste des Landes Brandenburg. Das Bahnhofsgebäude ist angelehnt an die Vorbilder der märkischen Backsteingotik. Als Baumeister wird der Name Zabel genannt, vermutlich im Auftrag der Eisenbahngesellschaft Reymer & Masch. Es ist ein zweigeschossiger Bau mit Drempelgeschoss, stark gegliedert durch mehrere Türmchen und weitere Anbauten.
Ebenfalls denkmalgeschützt sind ein Gebäude für die Eilgutabfertigung und ein Abortgebäude.
Das Bahnhofsgebäude wird von Arztpraxen und einer Apotheke genutzt. Vor dem Bahnhofsgebäude erinnert ein Gleisstück und eine Kunstinstallation „Stille Pauline“ an die Strecke. Dabei wurden Stelen aufgestellt, die von den ehemaligen Treppenstufen zum Bahnsteig stammen.